# Myotis velifer
Myotis velifer е вид бозайник от семейство Гладконоси прилепи (Vespertilionidae).

## Разпространение
Видът е разпространен в Белиз, Гватемала, Мексико, Салвадор, САЩ (Аризона, Калифорния, Канзас, Невада, Ню Мексико, Оклахома и Тексас) и Хондурас.